# Wolfgang Thasler
Wolfgang Erwin Thasler (* 1967 in München) ist ein deutscher Chirurg und Chefarzt der Abteilung für Allgemein-,  Viszeral-, Thorax- und Minimalinvasive Chirurgie am Rotkreuzklinikum München. Er ist außerplanmäßiger Professor an der Ludwig-Maximilians-Universität München und bekannt für seine Arbeiten auf dem Gebiet des Biobanking, der Leberregeneration, der chirurgischen Onkologie, der Leber, der Bauchspeicheldrüse und Gallenblase betreffenden, hepatobilären Chirurgie und chirurgischen Koloproktologie.

## Leben
Thasler studierte von 1989 bis 1996 Humanmedizin an der Ludwig-Maximilians-Universität München, wo er 1999 mit einer tierexperimentellen Arbeit zu Leberersatzsystemen promoviert wurde (magna cum laude). Auslandsaufenthalten in den USA während des Studiums (1993 am Massachusetts General Hospital, Boston und 1995 an der University of Minnesota, Minneapolis) schloss sich 2001 ein Forschungsaufenthalt an der Capital University of Medical Sciences in Peking sowie 2007 in USA an. 2002 erhielt er die Anerkennung als Facharzt für Chirurgie. In diesem Fach habilitierte er sich 2007 mit Arbeiten zur Leberregeneration. In Folge seiner weiteren wissenschaftlichen Arbeiten im Biobanking sowie der chirurgischen Onkologie wurde er 2013 zum außerplanmäßigen Professor der LMU München bestellt.
Von 1996 bis 2002 war Thasler Assistenzarzt an der Klinik und Poliklinik für Chirurgie, Klinikum der Universität Regensburg bei Karl-Walter Jauch. Von 2003 bis 2015 war er an der Klinik für Allgemein-, Viszeral-, Transplantations-, Gefäß- und Thoraxchirurgie am Klinikum der Universität München tätig, zunächst als Funktionsoberarzt (2003), Oberarzt (2006), Leitender Oberarzt (2012) in der Viszeralchirurgie mit den Schwerpunkten minimalinvasive, kolorektale und onkologische Chirurgie. 2008 erlangte er die Bezeichnung „Facharzt für Visceralchirurgie“ und 2012 zusätzlich für „spezielle Viszeralchirurgie“. 2009 arbeitete er für 3 Monate am Jigme Dorji Wangchuck National Referral Hospital, Thimphu, Bhutan im Rahmen eines Entwicklungshilfeprojektes als Senior Surgeon in der Krankenversorgung und zum Aufbau der lokalen chirurgischen Weiterbildung. 2013 erwarb Thasler das europäische Facharzt-Diplom für Koloproktologie (EBSQ) und wurde Fellow of the European Board of Surgeons (FEBS). 2015 absolvierte er die Prüfung zum Facharzt für Chirurgische Onkologie (EBSQ). Seit Oktober 2015 ist er Chefarzt der Abteilung für Allgemein-, Viszeral-, Thorax- und Minimalinvasive Chirurgie, Rotkreuzklinikum München, in der Nachfolge von Herbert Lang, Herbert Welsch und Michael Schönberg.
Thasler war Mitgründer der Firma Hepacult, eines Spin-offs im Bereich der humanen Gewebe- und Zellforschung, die er 2020 an die gemeinnützige Stiftung Human Tissue and Cell Research (HTCR) stiftete. Seit 2016 im Ethikbeirat tätig, wechselte er 2020 in den Stiftungsrat der Stiftung HTCR als Vorsitzender.
Seit 1993 ist er Mitglied der katholischen Studentenverbindung KDStV Trifels München.

## Wissenschaftlicher Beitrag
Thaslers wissenschaftlicher Schwerpunkt liegt in der Chirurgischen Onkologie. Zahlreiche Forschungsarbeiten hat er zu Grundlagen und möglicher therapeutischer Einflussnahme der Leberregeneration durchgeführt, da der Regenerationsfähigkeit dieses Organs bzgl. der Planung und Durchführbarkeit von Tumorresektionen eine zentrale Rolle zukommt. Dabei erfolgten die experimentellen Untersuchungen vorwiegend an primären Leberzellen bzw. bezüglich des Proteins „Augmenter of Liver Regeneration“ (ALR) in davon abgeleiteten bakteriellen Expressionssystemen. In Erweiterung dieses Schwerpunktes beschäftigte Thasler sich allgemein mit der Nutzung menschlichen Gewebes in der Forschung. In diesem Zusammenhang setzte er sich mit ethisch rechtlichen, operationalen, technischen und wissenschaftlichen Themen des Biobankings, vor allem der Präanalytik auseinander.
Diese grundlagenwissenschaftlichen Arbeiten wurden ergänzt und gespiegelt durch umfängliche retrospektive Analysen in Form einer seit 2003 prospektiv aufgebauten Datenbank zu sämtlichen Leberresektionen am Klinikum der LMU. Auf dieser Basis wurden Daten zur perioperativen Risikobewertung bei Patienten, die sich einer Leberresektion unterziehen mussten, analysiert.

## Funktionen in wissenschaftlichen Vereinigungen
- Deputy Chair of the UEMS Division of Surgical Oncology
- 2. Vorsitzender der Chirurgischen Arbeitsgemeinschaft Militär- und Notfallchirurgie (CAMIN)
- Fellow of the European Board of Surgeons (EBSQ)
- Fellow of the American College of Surgery (FACS)

## Ehrungen und Auszeichnungen
- 2006/2007: Scholarship „Advanced Training in Organ Transplantation“ der European Society for Organ Transplantation
- 2005: Bayerischer Chirurgenkongress: Gerd-Hegemann-Reisestipendium; 1. ESH-EBMT Euroconference on BIOBANKING: European Commission Marie Curie Actions Scholarship
- 2003: 120. Chirurgenkongress der Deutschen Gesellschaft für Chirurgie: Müller-Osten-Preis
- 1996: European Association for the Study of the Liver: Young Investigators Travel Award[4]